# Penicillium raphiae
Penicillium raphiae é uma espécie do género de Penicillium que foi isolado a partir de solo agrícola da Ilha Ulleung na Coreia.